# Ісландський собака
Ісландський собака, або ісландська вівчарка (ісл. Íslenskur fjárhundur), — порода пастуших собак, виведена в Ісландії для випасу і охорони худоби, а також пошуку загублених овець. Має зовнішню схожість з фінським шпіцом і норвезьким бухундом. На батьківщині популярна як компаньйон.

## Історія породи
Ісландська собака є національною породою, її предки прибули на скандинавський острів разом з першими вікінгами в період між 874 і 930 роком. Протягом багатьох років представники інших порід потрапляли в країну в дуже обмеженій кількості, а з 1901 року їх ввезення був повністю заборонене, що дозволило ісландської вівчарці зберегтися майже в незмінному вигляді з IX століття, особливо у віддалених важкодоступних районах. За довгий час собака адаптувався до клімату, життєвого укладу місцевого населення і його важкої багатовікової боротьби за виживання.
У 1950-ті роки англієць Марк Уотсон, що неодноразово відвідував Ісландію, вивіз в Каліфорнії кілька кращих зразків собак для подальшого розведення, що викликало стурбованість у ісландців, після чого вони почали цілеспрямовану селекцію ісландської вівчарки з використанням ретельно відібраних особин.
В цілях збереження ісландського собаки в 1969 році був заснований Національний клуб собаківництва, а сама порода оголошена частиною культурної спадщини Ісландії.
У 1972 році порода визнана Міжнародною кінологічною федерацією (FCI) і віднесена до групи шпіців і порід примітивного типу, секції північних сторожових і пастуших собак. У 1996 році зареєстрована американським Об'єднаним клубом собаківництва (UKC), а в 2010 році — Американським клубом собаківництва (AKC).
На 30 січня 2018 рік в реєстрі Міжнародної організації, заснованої в 1996 році, що займається розведенням ісландських вівчарок (Icelandic Sheepdog International Cooperation), зареєстровано 15 949 собак в 12 країнах світу, майже половина з яких народилися у період з 2000 року. Найбільшу їх кількість зафіксовано в Данії (4035), Ісландії (3052) і Швеції (2333).
Порода, як і раніше, дуже нечисленна, але вважати її під загрозою зникнення вже не доводиться.

## Зовнішній вигляд
Шпіцеподібна собака трохи розтягнутого формату, трохи нижче середнього зросту, з загостреними вухами і закрученим на спину хвостом, милим, розумним і задоволеним виразом. Буває короткошерстою і довгошерстою. Статевий диморфізм яскраво виражений: ідеальна висота в загривку псів — 46 см, сук — 42 см, вага: пси — близько 14 кг, суки — близько 11 кг.
Морда трохи коротше черепної частини, спинка носа пряма. Вилиці не виражені. Перехід від лоба до морди чітко позначений, але не занадто крутий і не глибокий. Ніс чорний, у собак шоколадного кольору і у деяких собак кремового забарвлення — темно-коричневий. Прикус ножицеподібний. Очі середнього розміру, зазвичай темно-коричневі, мигдалеподібні. Вуха трикутні, стоячі, середнього розміру, дуже рухливі, кінчики злегка закруглені; чуйно реагують на навколишні звуки, показують настрій собаки.

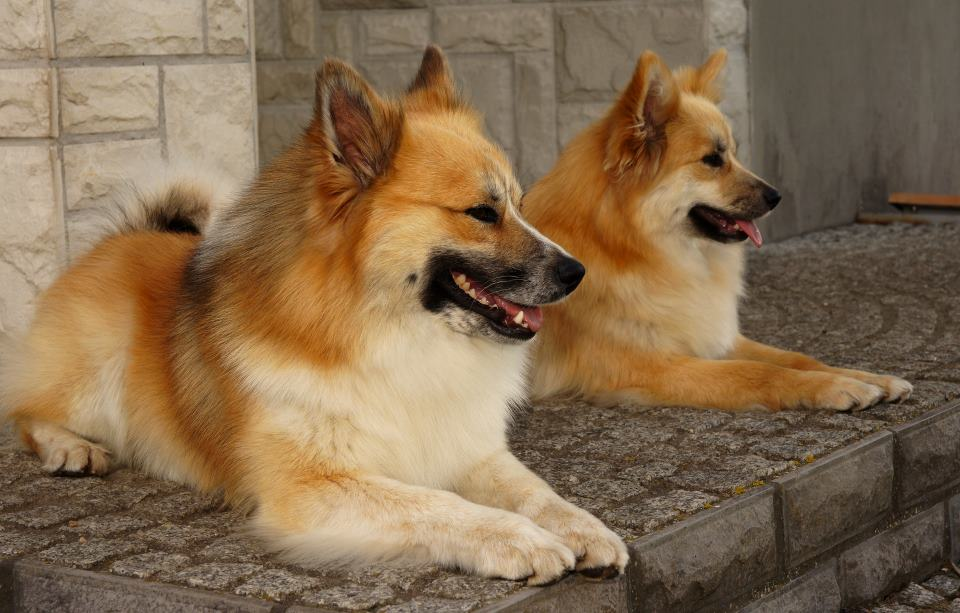

Мускулиста шия, без підвісу. Корпус прямокутний і компактний. Глибина грудей дорівнює довжині передніх кінцівок до ліктів, ребра добре зігнуті, живіт злегка підтягнутий. Хвіст посаджений високо, закручений кільцем і торкається спини.
Кінцівки прямі, паралельні і сильні, з правильними кутами зчленувань. Лапи овальні, склеписті, зібрані в грудку, з щільними пружними подушечками. Прибулі пальці передніх лап можуть бути подвійними. На задніх лапах бажані добре розвинені подвійні прибулі пальці.
Шерсть подвійна, густа, досить груба, добре захищає собаку від негоди. Буває двох типів — короткою та довгою. У короткошерстих собак вона товста, з остьовим волоссям середньої довжини і м'яким підшерстям. Більш коротке волосся на морді, верхній частині голови, вухах і передніх кінцівках; більш довга — на шиї, грудях і тильній стороні задніх кінцівок. Довжина шерсті на хвості пропорційна загальній довжині шерсті. У довгошерстих собак остева шерсть довша, з густим і м'яким підшерстям, більш коротка на морді, верхній частині голови, передній стороні вух і передньої частини кінцівок; більш довга — на задній стороні вух, шиї, грудей, задній стороні передніх і задніх кінцівок. На хвості шерсть дуже густа, і її довжина пропорційна загальній довжині шерсті.
Окрас рудий (різних відтінків, від кремового до червонувато-коричневого), шоколадно-коричневий, сірий і чорний. Переважаючий колір завжди супроводжується білими відмітинами, найчастіше розташованими на черепі або морді, на грудях, кінчику хвоста, а також формують білий комір і білі «шкарпетки» різної довжини. На нижній частині корпусу від горла до кінчика хвоста шерсть більш світлого відтінку. У рудих і сірих собак можуть бути чорна «маска», чорні кінці остьової шерсті і рідкісні чорні волоски. У чорних (фактично триколірних) собак присутні білі відмітини і традиційні руді підпалини на вилицях, над очима і на лапах. Припустимо строкате забарвлення з плямами зазначених кольорів на білому тлі. Білий окрас не може бути суцільним і переважаючим.

## Темперамент
Витривала, не агресивна, товариська, кмітлива, допитлива, грайлива, пильна і моторна пастуша собака зі слабо розвиненим мисливським інстинктом. У роботі використовує голос, що робить її вкрай корисною при випасі або перегоні худоби на гірських пасовищах і при пошуку заблукалих овець. Добре ладить з маленькими дітьми, виступаючи в ролі няньки.

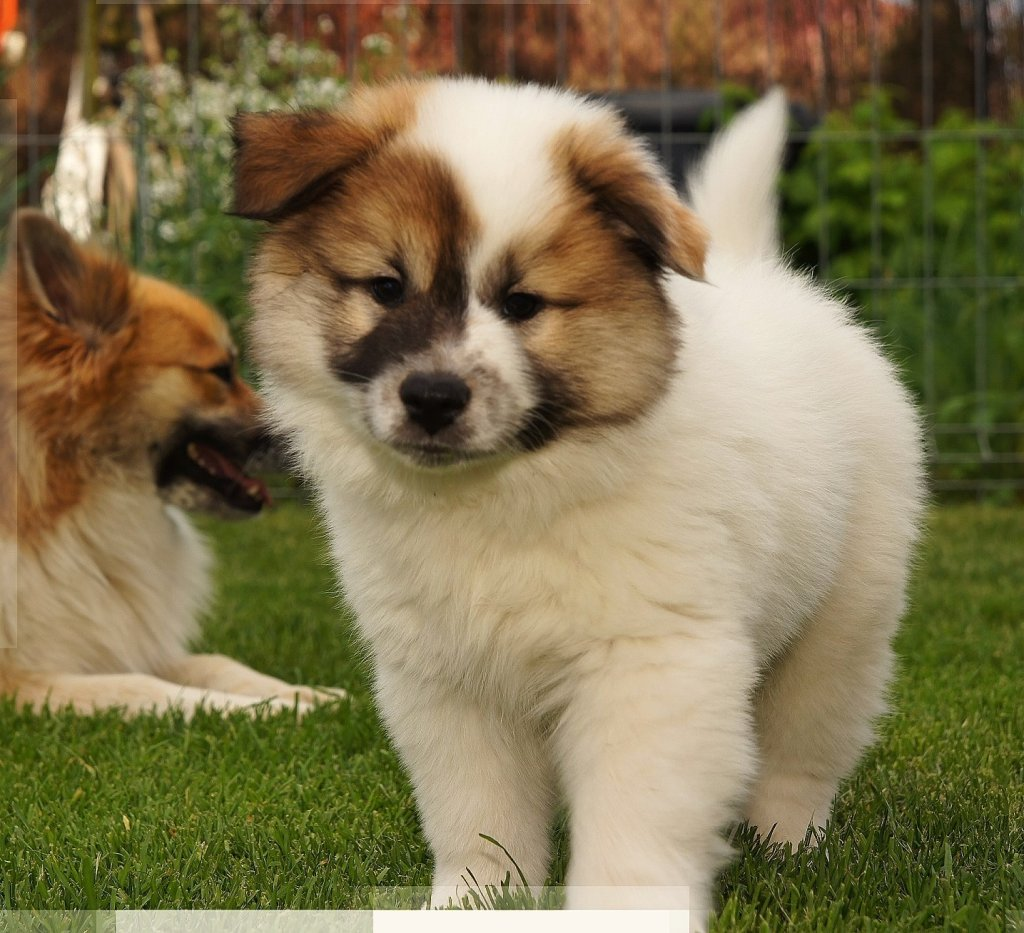
Щеня ісландської собаки

Може бути хорошим сторожем, який звучним тривожним гавканням сповіщає про наближення незнайомця і буде діяти як живий паркан навколо території, що належить його родині. Ісландська вівчарка завжди прагне захищати дитинчат худоби, зокрема від нападу хижих птахів, тому вона завжди спостерігає і гавкає на все, що наближається зверху — це є її характерною особливістю.

## Здоров'я, утримання та догляд
Ісландська собака належить до числа здорових порід, рідко можуть спостерігатися вивих колінної чашечки, дисплазія кульшового та ліктьового суглобів. Середня тривалість життя — від 12 до 14 років.
Цим собакам потрібно простір, тому в міських квартирах ісландських вівчарок практично не утримують. Задовольняються малою кількістю їжі, дуже люблять рибу. Потребують тривалих прогулянок з фізичними вправами. Догляд зводиться до щотижневого розчісування шерсті щіткою або гребінцем і нечастого миття. Крім того, потрібно регулярно підрізати кігті, щоб уникнути розростання, розщеплення і розтріскування. Також слід чистити собаку зуби і перевіряти вуха на наявність виділень і бруду, які можуть призвести до інфекції.